# La Costa de Llevant
La Costa de Llevant fue una revista ilustrada editada en la localidad española de Canet de Mar entre 1894 y 1922.

## Historia
Editada en la localidad barcelonesa de Canet de Mar, su primer número apareció el 14 de enero de 1894. De periodicidad en primera instancia quincenal y, posteriormente, semanal, su fundación fue promovida por Maria Serra i Font, Bonaventura Gombau y Joseph Cortils i Vieta. Estuvo vinculada a Unió Catalanista y a la Lliga Regionalista e ideológicamente se adscribía al regionalismo catalán, el conservadurismo y el catolicismo.